# St. Johannes (Metebach)

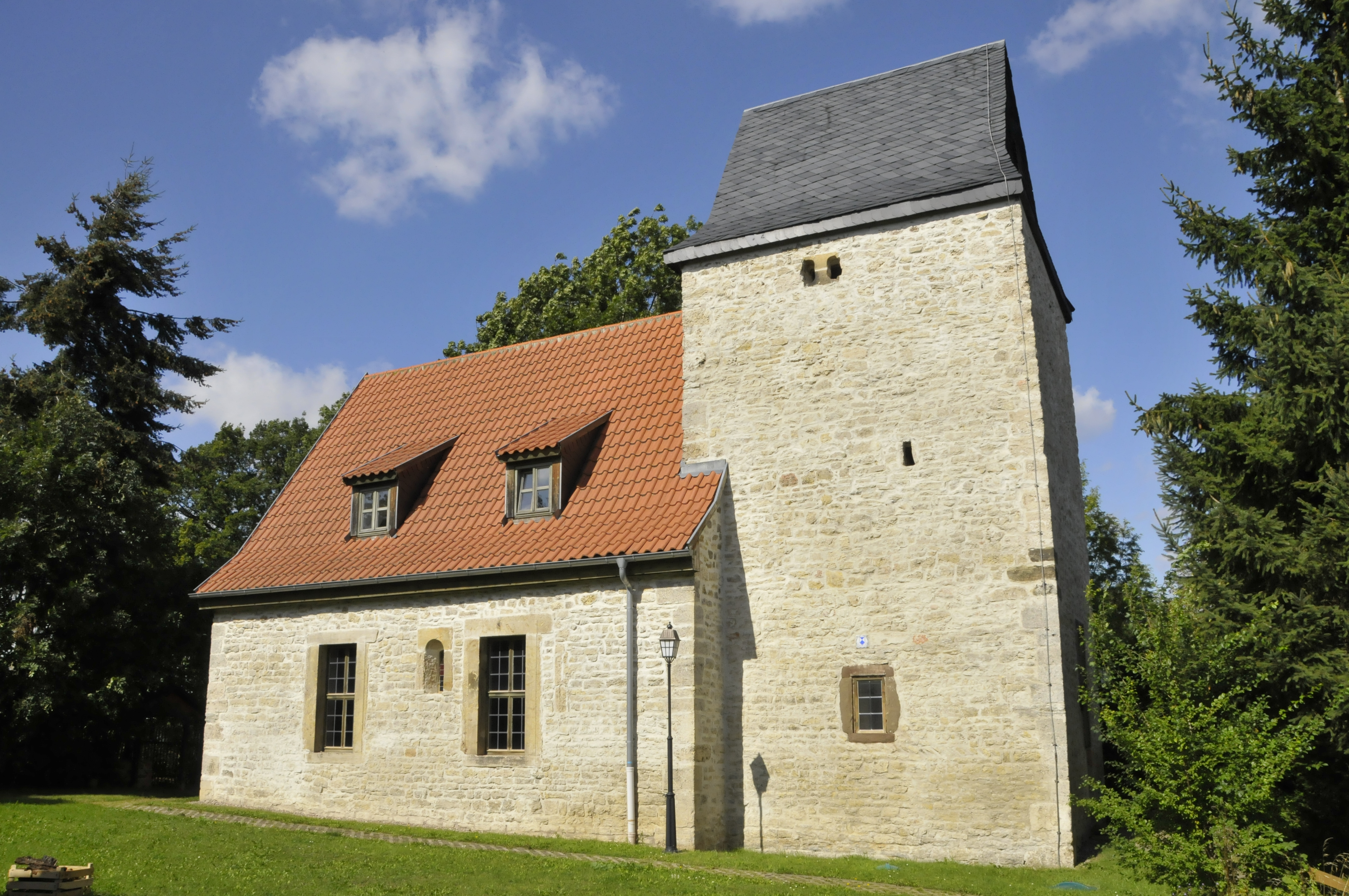
Die Kirche

Die evangelische Dorfkirche St. Johannes steht im Ortsteil Metebach der Landgemeinde Hörsel im Landkreis Gotha in Thüringen.

## Geschichte
Die Dorfkirche wurde im Jahre 1130 – wohl auf einer ehemaligen heidnischen Anhöhe – im romanischen Stil gebaut. 1712 wurde die Kirche durch den Ortsschulzen auf eigene Kosten umgebaut, der ihr ein Legat in Höhe von 500 Reichstalern hinterließ. Die Zinsen dieses Kapitals wurden jedes Jahr zu Weihnachten an die Armen verteilt.
Damals wurde der Innenraum mit Rötelmalereien im Stil des Bauernbarocks und einem sternenbesetzten Holztonnengewölbe umgestaltet.
Die Orgel wurde 1834 neu angeschafft. Im Kirchturm hängen zwei Glocken, eine mit der Jahreszahl 1416.